# Fosse Villars
La fosse Claude Louis Hector de Villars dite fosse Villars de la Compagnie des mines d'Anzin est un ancien charbonnage du bassin minier du Nord-Pas-de-Calais, situé à Denain. Commencée en 1826, elle est la première fosse ouverte sur la commune, et commence à produire dès 1828. Un puits d'épuisement est ajouté l'année suivante. Dans la décennie qui suit, de nombreuses autres fosses sont ouvertes. La fosse Villars commence à être bien productive à partir de 1855, produisant même 139 105 tonnes de houille en 1868. La fosse cesse d'extraire le 1er septembre 1876, mais ses installations sont conservées car le puits d'épuisement n'est arrêté qu'en 1887, puis serrementé et remblayé l'année suivante, quant au puits d'extraction, il assure l'épuisement pour la fosse Renard jusqu'en 1894 et est remblayé en 1895.
Au début du XXIe siècle, Charbonnages de France matérialise les têtes des puits Villars Extraction et Épuisement. Le carreau de fosse est un espace vert, la ligne T1 du tramway de Valenciennes passe au nord du carreau de fosse.

## La fosse
La Compagnie des mines d'Anzin a effectué des recherches à la fin du XVIIIe siècle, les premiers sondages sur Denain sont effectués en 1777 sur les terres des chanoinesses, près de l'actuelle mairie, mais ces recherches ont été infructueuses, et elles ont été abandonnées.

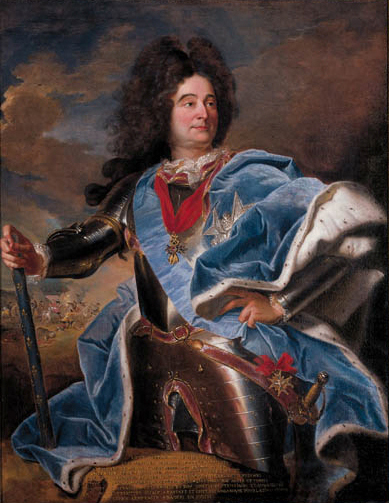
Le maréchal de Villars.

### Fonçage
De nouveaux travaux commencent en 1826 visant à ouvrir un puits dénommé Villars, à l'écart du village, non seulement pour payer le terrain moins cher, mais aussi pour éviter d'indemniser les riverains en cas d'affaissements. L'orifice du puits est situé à l'altitude de 32 mètres. Le terrain houiller est atteint à la profondeur de 64 mètres. La fosse est baptisée en l'honneur de Claude Louis Hector de Villars, qui a remporté la bataille de Denain en 1712.

### Exploitation
La fosse Villars commence à produire en 1828. Elle est la première fosse ouverte sur Denain, mais d'autres vont très rapidement suivre,. Le puits Villars Épuisement, par opposition à Villars Extraction, est commencé en 1829, à 45 mètres au nord du puits d'extraction.
L'Escaut passé à 800 mètres au sud-sud-est de la fosse Villars. En ce sens, dès 1830, un bassin, appelé gare d'eau, est mis en service au sud de la fosse, afin que le charbon extrait de la fosse soit directement expédié par péniche. De tels travaux démontrent à la population que la compagnie croît en l'avenir de l'extraction minière à Denain. En 1835, le premier haut fourneau est mis en service près de la fosse, la sidérurgie attire ensuite les constructions mécaniques, avec notamment la société Cail, qui fabrique des locomotives.
Denain étant située en plaine et le long de l'Escaut, la fosse est bâtie autour d'un remblai qui met la tête du puits et donc les travaux du fond à l'abri des crues de l'Escaut. De plus, la recette est surélevée, ce qui facilite la manutention du charbon. Le bâtiment du puits d'extraction est fait de briques et est couvert de tuiles. Il possède trois arcades en plein cintre, un élément architectural caractéristique des fosses ouvertes par la Compagnie dès les années 1820 et 1830. Les tonneaux remplis de charbon sont remontés au jour par une machine à vapeur, isolée dans son propre bâtiment.

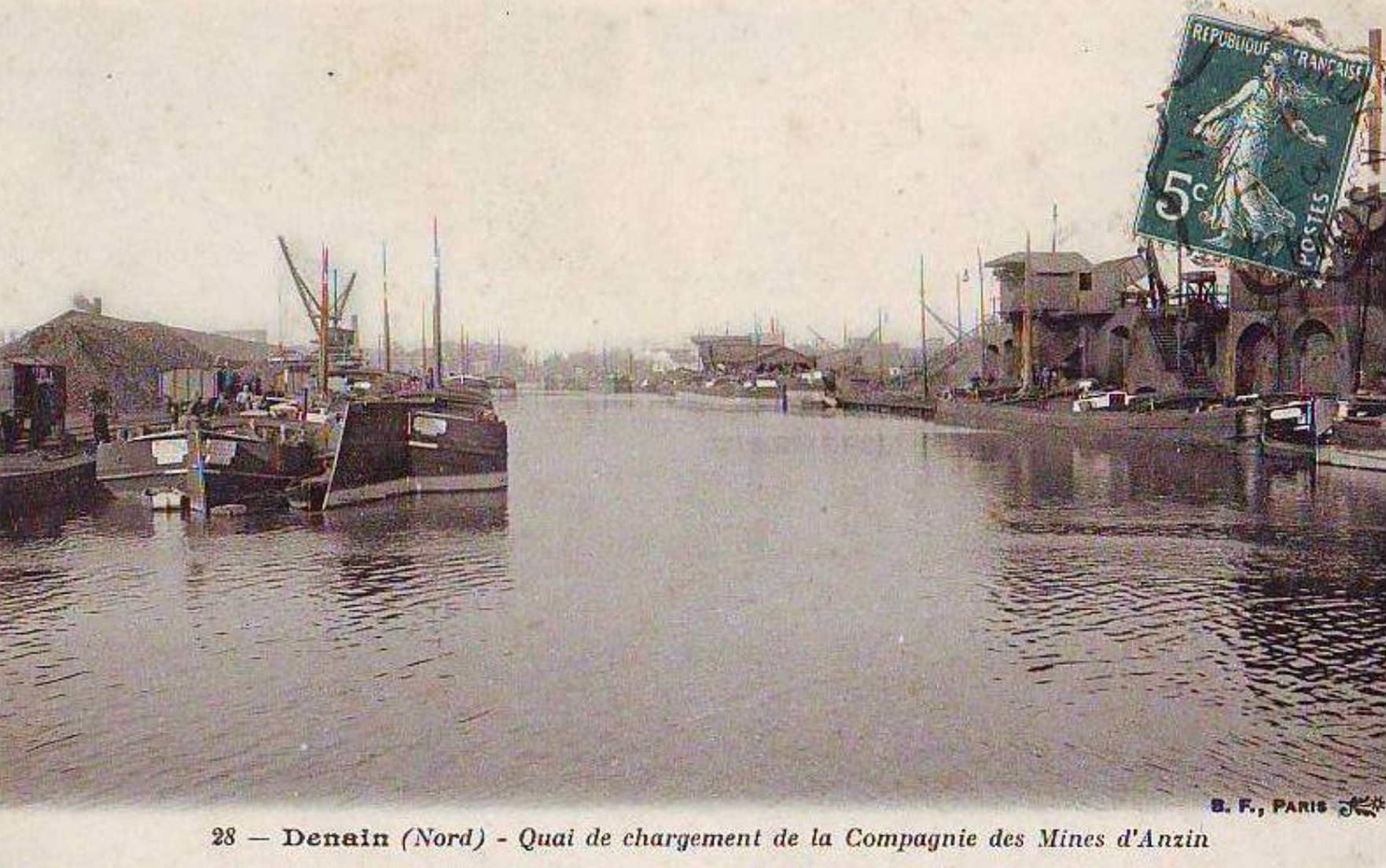
La gare d'eau de Denain.

Le bâtiment principal de la fosse est reconstruit dans les années 1850. Le « pompe à feu » qui assure l'exhaure est remplacé par un nouveau système abrité dans le bâtiment neuf. Quatre grandes constructions en briques sont édifiées autour d'une cour rectangulaire, une grande cheminée est bâtie derrière la salle des fourneaux. Les câbles d'extraction relient la salle des machines au bâtiment d'extraction surmonté du chevalement. Les façades comme les baies vitrées sont construites de manière soignée, une demi rosace existe dans la partie médiane du chevalement. Un mur d'enceinte clos le carreau de fosse, non seulement pour éviter le vol de charbon, mais aussi pour contrôler les allées et venues des ouvriers. Des tréteaux rayonnent autour de chevalement à quelques mètres de hauteur, de manière à déverser le charbon extrait près du rivage. Les cafus, femmes employées à la fosses, sont chargées de remplir les péniches et les wagons.

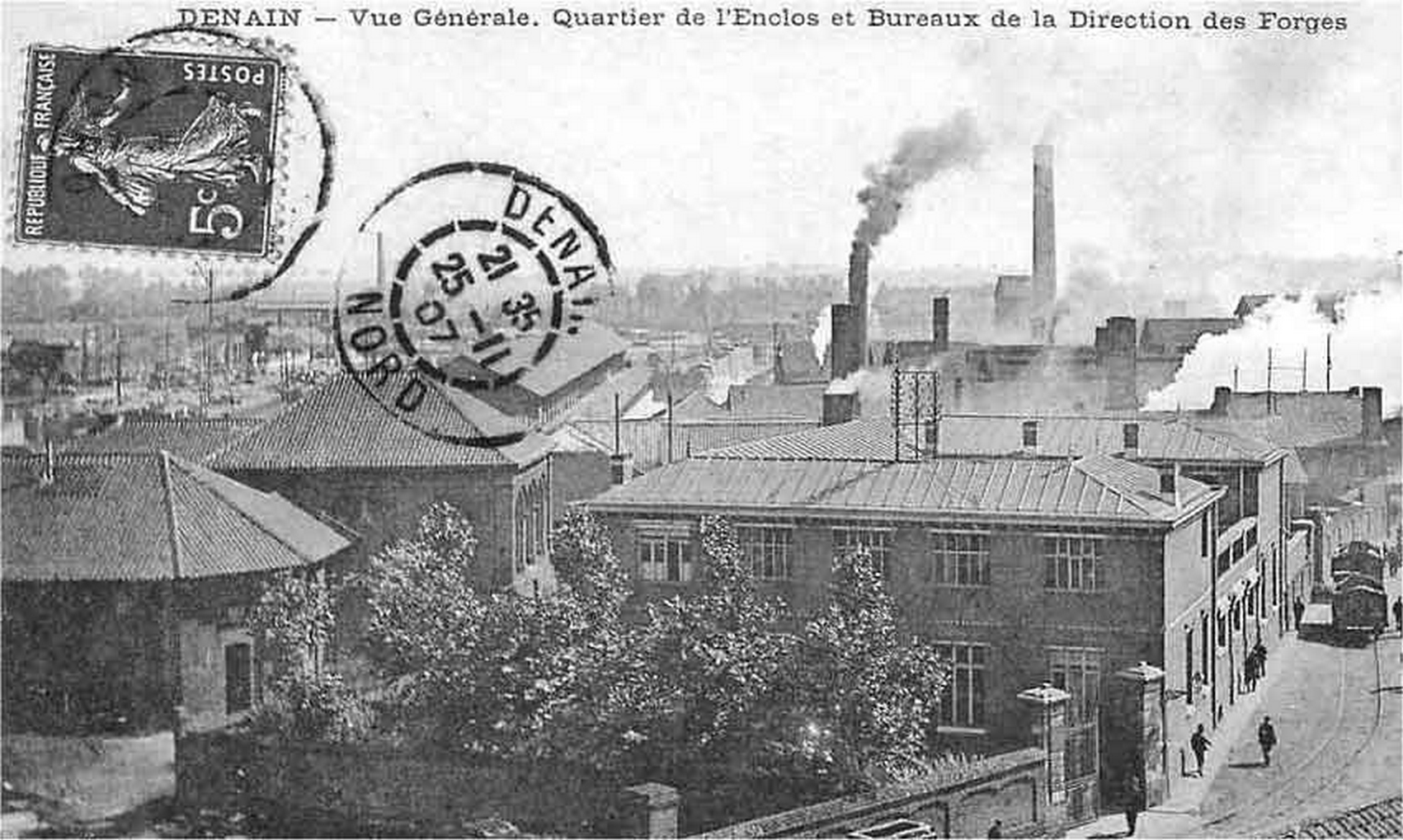
Sur la gauche, les installations de la fosse Villars vers 1907.

Jusque 1855, la production de la fosse est assez faible, elle se développe ensuite et atteint 139 105 tonnes en 1868. L'extraction cesse le 1er septembre 1876, mais les installations sont conservées : le puits d'épuisement est abandonné en 1887, et est serrementé puis remblayé en octobre 1888, ; quant au puits d'extraction, il assure l'épuisement des eaux pour la fosse Renard, sise à 825 mètres à l'ouest, jusqu'en 1894, et est remblayé l'année suivante,.

### Reconversion
Au début du XXIe siècle, Charbonnages de France matérialise les têtes des puits Villars Extraction et Épuisement. Le BRGM y effectue des inspections chaque année. Les puits sont situés dans un espace vert, longé sur sa partie nord par la ligne T1 du tramway de Valenciennes.

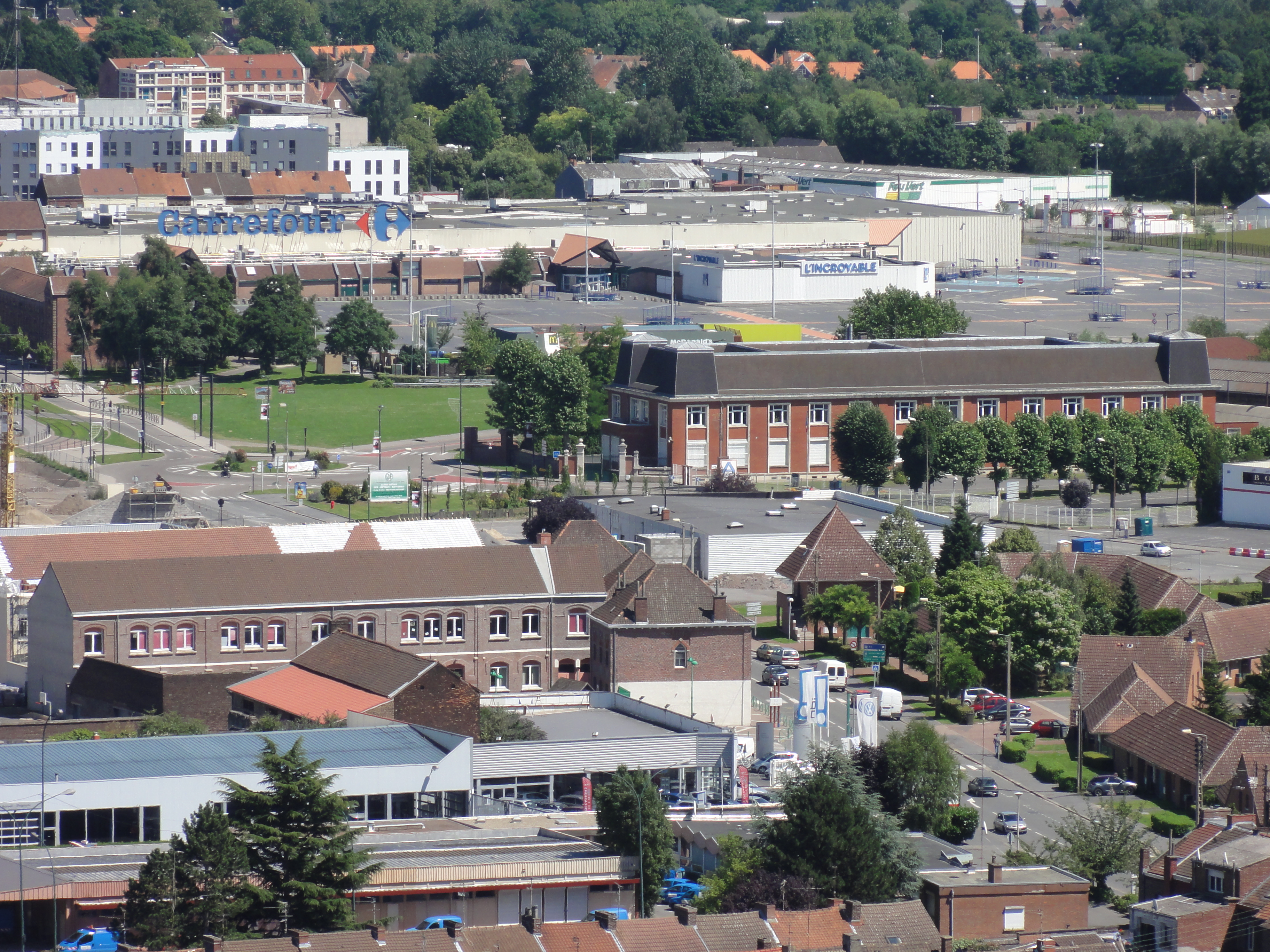
La fosse Villars vue depuis le sommet du terril no 162, Renard, de la fosse Renard, en juillet 2012.
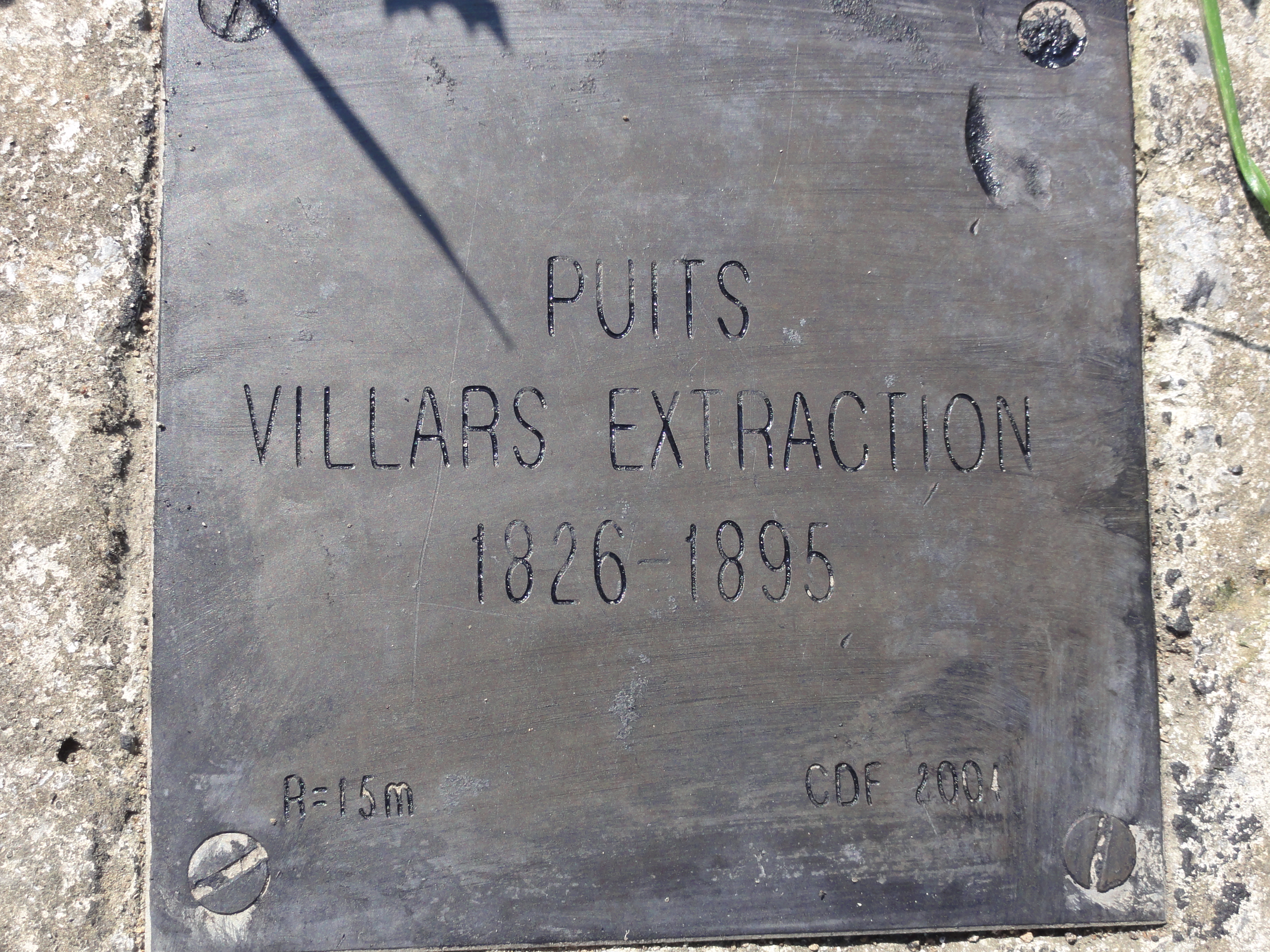
« Puits Villars Extraction, 1826-1895 ».
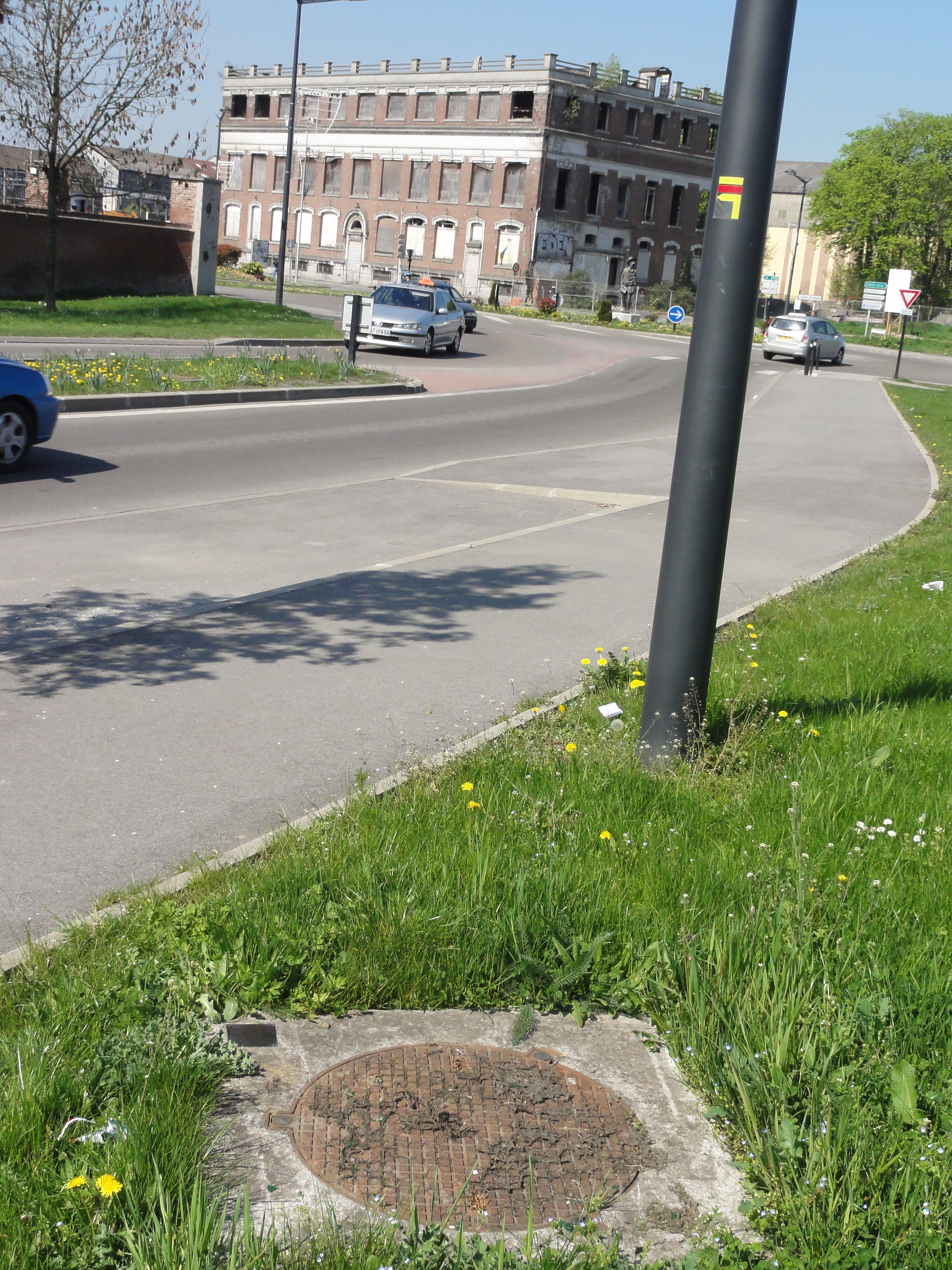
Le puits dans son environnement, en 2011.
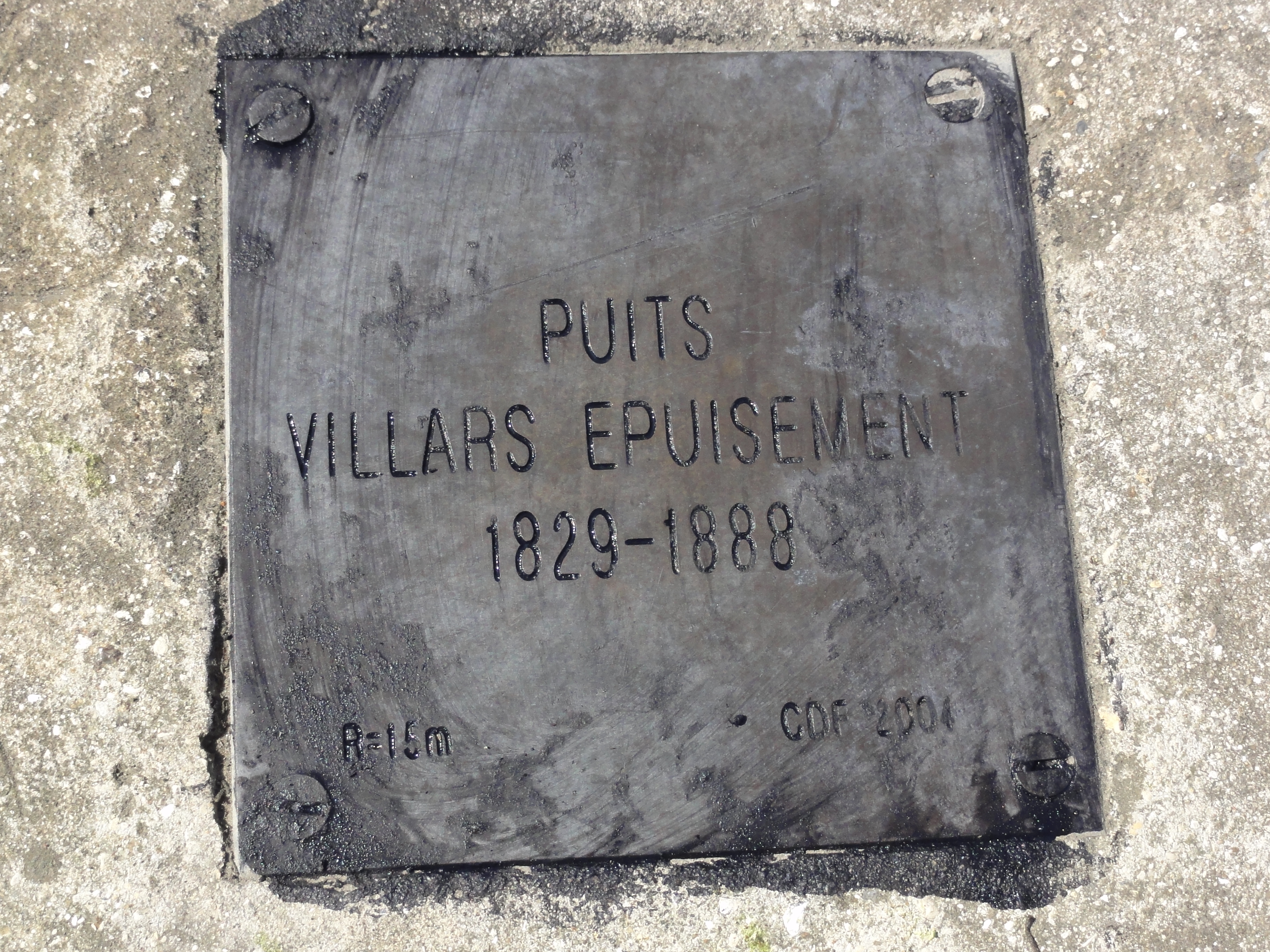
« Puits Villars Épuisement, 1829-1888 ».
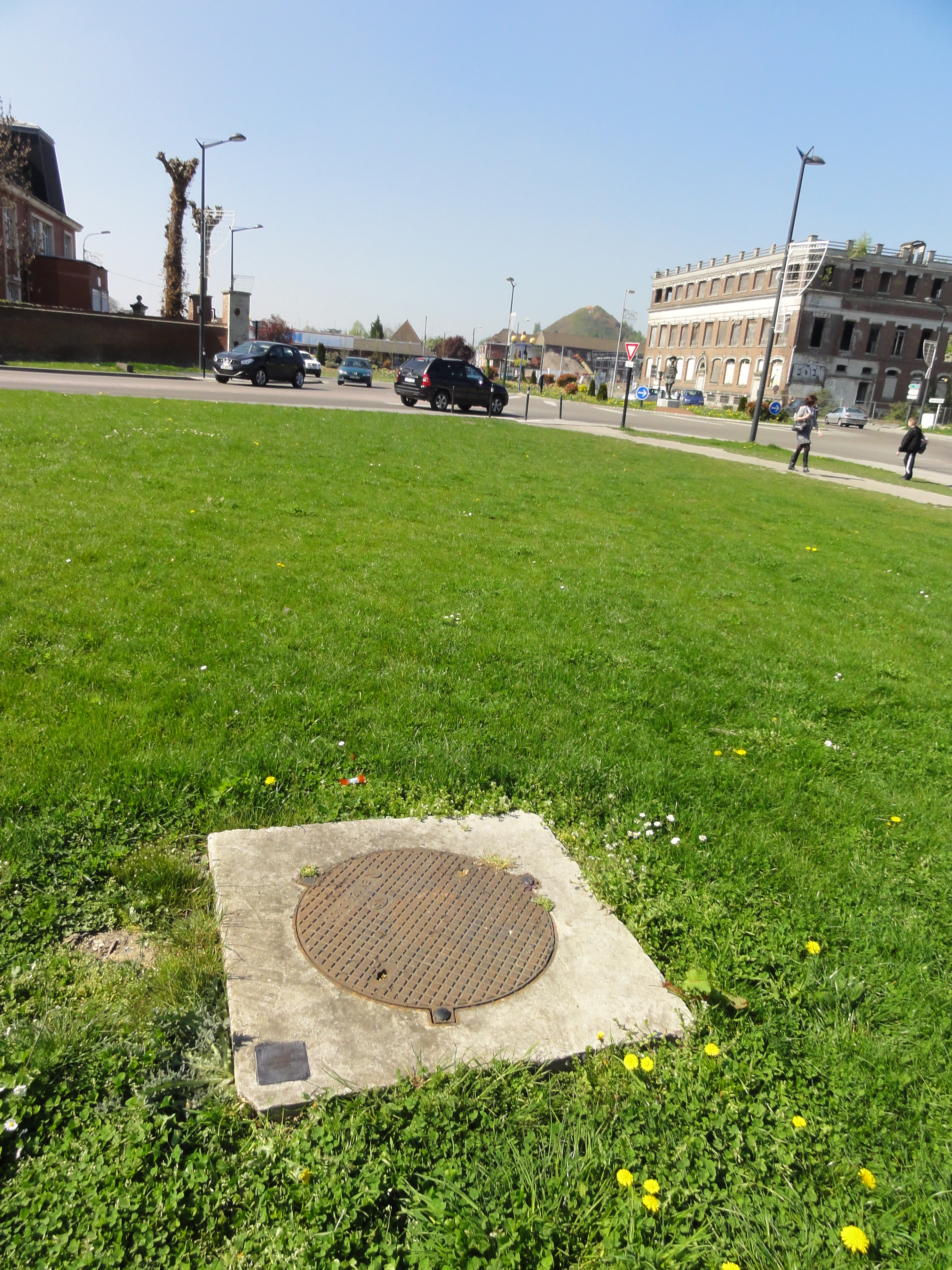
Le puits dans son environnement, en 2011.
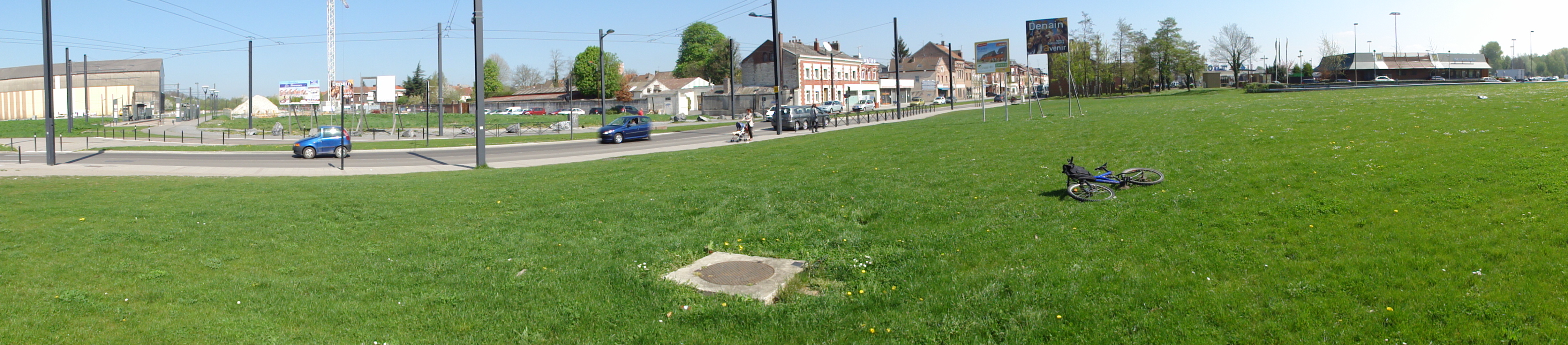
La ligne T1 du tramway de Valenciennes passe à côté du carreau de fosse.